# دانشگاه لورنشن
دانشگاه لورنشن (انگلیسی: Laurentian University) دانشگاهی دو زبانه است که در شهر سادبری استان انتاریو کانادا قرار دارد. این دانشگاه در سال ۱۹۶۰ تأسیس شده است. اگرچه دانشکده‌های این دانشگاه جهت تحصیلات تکمیلی نیز دانشجو می‌پذیرند ولی تمرکز اصلی بر برنامه‌های مقطع کارشناسی است.